# Loài ít quan tâm

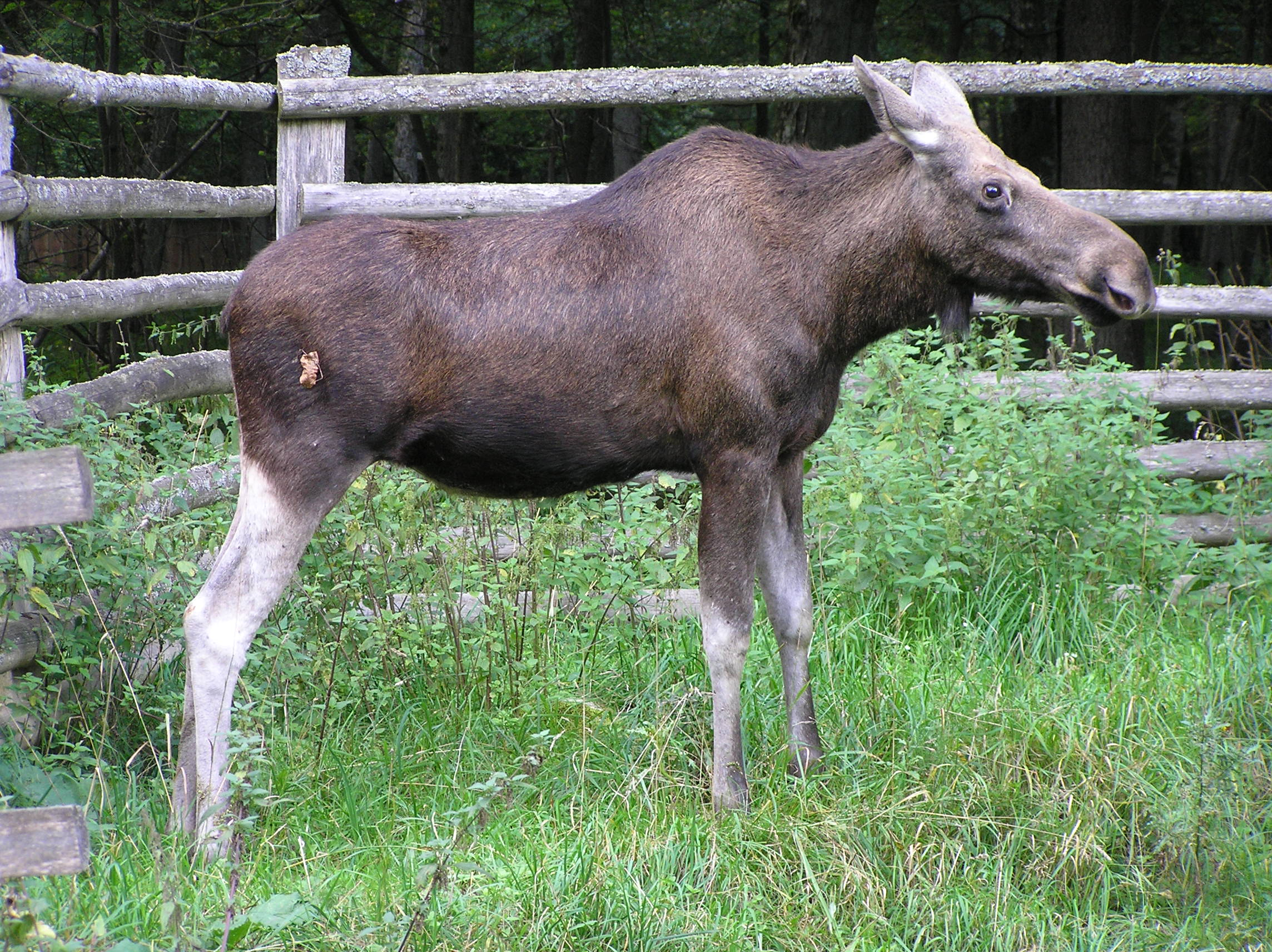
Nai sừng tấm Á-Âu (Alces alces) là một ví dụ cho loài ít quan tâm

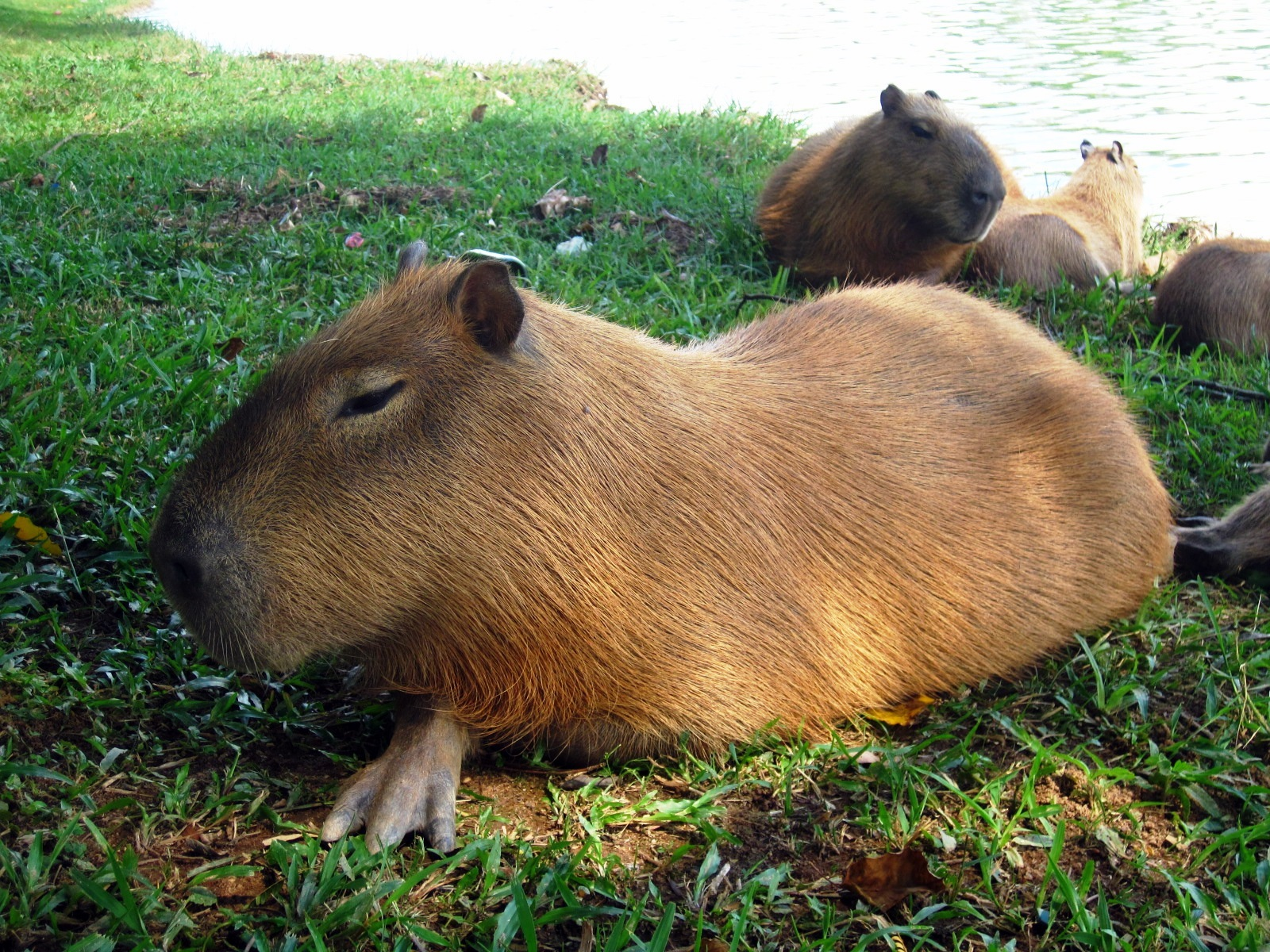
Chuột lang nước là loài ít quan tâm

Loài ít quan tâm (ký hiệu của IUCN: LC, viết tắt của "Least Concern") là một nhóm các loài sinh vật còn sinh tồn theo phân loại của IUCN. Nhóm này không thỏa các tiêu chí như loài nguy cấp (EN), loài sắp bị đe dọa (NT), hoặc trước năm 2001 là phụ thuộc bảo tồn. Một số loài phổ biến như gầm ghì đá, muỗi vằn, diều ăn sên,... cũng như con người đều nằm trong nhóm này.
Các loài không thể xếp vào nhóm ít quan tâm trừ khi tình trạng số cá thể của chúng đã được đánh giá, tức là có đủ thông tin cần thiết để đánh giá trực tiếp hoặc gián tiếp về nguy cơ tuyệt chủng của chúng dựa trên sự phân bố và hiện trang cá thể trong loài.
Từ năm 2001, thể loại này được viết tắt là "LC" (theo IUCN 2001 Categories & Criteria - phiên bản 3.1). Tuy nhiên, khoảng 20% số loài thuộc nhóm LC (3261 trong số 15636 loài) trong cơ sở dữ liệu của IUCN sử dụng mã "LR/lc", tức là chúng không được đánh giá lại kể từ năm 2000. Vì trước năm 2001 "loài ít quan tâm" là một thể loại con của "Lower Risk" và có ký hiệu là "LR/lc" hay (lc).
Trong khi "loài ít quan tâm" không được xem xét trong thể loại sách đỏ theo IUCN, nhưng sách đỏ 2006 vẫn xếp nhóm này gồm 15636 loài. Số lượng động vật trong nhóm này là 14033 loài (bao gồm một số loài chưa được miêu tả như ếch trong chi Philautus), trong đó còn có 101 phân loài động vật. Số loài thực vật trong nhóm này gồm 1500 (1410 loài, 55 phân loài, và 35 giống). Cũng có 2 nhóm động vật được liệt kê gồm: cá nhám gai ở Á-Úc và Nam Phi. Không có loài nấm hoặc sinh vật nguyên sinh thuộc nhóm này, mặc dù chỉ có 4 loài trong giới này đã được IUCN đánh giá. Loài người được xếp vào nhóm này chính thức vào năm 2008.

## Các phân loại tương tự
- COSEWIC xếp các loài hoang dã vào nhóm không bị de dọa (Not At Risk - NAR) khi chúng được đánh giá là không bị đe dọa tuyệt chủng trong các trường hợp hiện tại.
- NatureServe conservation status sử dụng các xếp hạng An toàn (G5) đối với các loài "an toàn, phong phú và phân bố rộng rãi" có số cá thể ổn định
- WWF sử dụng "ổn định tương đối/nguyên vẹn tương đối" (RS) để chỉ hiện trạng ít quan tâm đối với các vùng sinh thái.